# Candelabro de rueda
Un candelabro de rueda (o de radios; en alemán, Radleuchter) o también corona luminosa (o de luces; en francés, Couronne de lumières), es un tipo de instalación de iluminación, que cuelga del techo en forma de rueda de radios y sirve como candelabro. Los ejemplos más antiguos e importantes proceden del periodo románico.
Las coronas luminosas empezaron a usarse en las catacumbas desde el siglo IV y consistían al principio en aros horizontalmente suspendidos o montados en esbelto pie, sobre los cuales se colocaban lucernas o velas. Fueron complicándose después y en el siglo XI tuvieron su expresión grandiosa y acabada en las célebres coronas de las iglesias de Hildesheim y de Reims (la de esta última, desaparecida) entre otras muchas.
Derivaciones de ellas son las arañas que en la Edad Media consistían en brazos horizontalmente cruzados o radiantes y suspendidos y en la época gótica se componían de ramas de bronce o de hierro cargadas de adornos, sobre todo, en los siglos XV y XVI. 
Los candelabros de rueda fueron construidos con el propósito práctico de iluminar grandes iglesias y otras áreas públicas, pero en el religión contaban igualmente con significado simbólico, representando al Jardín del Edén o al Reino de Dios. La rueda, sus puertas y sus torres, las cuales se encuentran decoradas usualmente con profetas y apóstoles o con sus nombres inscritos, simbolizan las murallas de Jerusalén. Los contrafuertes, torres y velas se encuentran en múltiplos de doce, debido a la numerología del Apocalipsis. Este simbolismo se encuentra en primer lugar en dos candelabros de rueda de la catedral de Hildesheim; el gran candelabro de rueda de la iglesia del Santo Sepulcro fue una inspiración.

## Ejemplos
Románicos
En Alemania hay cuatro grandes candelabros de rueda. El hecho de que fueron creados en cobre dorado al fuego (en lugar de oro) ha prevenido que se derritan. Fueron decorados con profetas y ángeles de plata, y con piedras preciosas, la mayor parte de los cuales se han perdido:
- El candelabro Barbarroja en la catedral de Aquisgrán es atribuido a Federico Barbarroja (1122–1190);
- El candelabro de Hartwig en Comburg, Schwäbisch Hall, con 5 m de diámetro y del siglo XII (también llamado Himmlische Jerusalem (Jerusalén celestial) con santos y soldados en las torres;
- El candelabro Hezilo en la catedral de Hildesheim, con 6 m de diámetro, una donación del obispo Hezilo de Hildesheim (1054–79);
- El candelabro Azelin en la catedral de Hildesheim, donación del obispo Thietmar de Hildesheim (1038–44).

Góticos
En la iglesia de San Alejandro en Einbeck hay un candelabro de finales del gótico pintado en latón con un diámetro de unos 3.5 m, con una inscripción en su corchete que se remonta a 1420. Se presume que fue un regalo del canónigo Degenhard Ree. Otro ejemplo del gótico se encuentra en la catedral de Halberstadt, en bronce, de 1516.
Neo-románicos
En algunas iglesias neorrománicas hay también grandes candelabros de ruedas, algunos de los cuales fueron eléctricos incluso desde su instalación:
- El de la basílica de San Gotardo en Hildesheim, un regalo de María de Sajonia-Altenburgo de 1864;
- El de la iglesia de santa Cecilia en Harsum (c. 1886);
- El de Saint-Pierre-le-Jeune en Estrasburgo (c. 1890);
- El de la Bethlehemkirche en Hannover (c. 1904);
- El de St. Elisabeth en Bonn bajo los frescos contemporáneos de la cúpula (c. 1910) (electrifiicado desde la instalación)[4]

Contemporáneos
- El de la Herrenhäuser Kirche en Hannover (c. 1990);
- El de la iglesia de San Martín en Colonia (antes de 1993).